# 早蘇村
早蘇村（はやそむら）は、和歌山県日高郡にあった村。現在の日高川町の北西部、日高川の下流域、湯浅御坊道路・川辺インターチェンジの東方一帯にあたる。

## 地理
- 山岳：オクボ山、小山、和佐山
- 河川：日高川

## 歴史
- 1889年（明治22年）4月1日 - 町村制の施行により、平川村・三百瀬村・伊藤川村・早藤村・蛇尾村・玄子村の区域をもって発足。
- 1955年（昭和30年）1月1日 - 丹生村・矢田村と合併して川辺町が発足。同日早蘇村廃止。